# Renard
Renard, Histoire burlesque chantée et jouée (El zorro: cuento burlesco cantado y tocado) es una ópera-ballet de cámara en un acto con música de Ígor Stravinski, escrito en 1916. El texto en ruso por el compositor se basó en cuentos folclóricos rusos de la colección de Aleksandr Afanasiev.
El nombre ruso íntegro de la pieza es: Ба́йка про лису́, петуха́, кота́, да барана́. Весё́лое представле́ние с пе́нием и му́зыкой  – (Bayka pro lisu, petukha, kota da barana. Vesyoloe predstavlenie s peniem i muzykoi – La fábula del Zorro, el Gallo, el Gato y el Carnero. Un burlesque para la escena con canto y música).

## Historia
En abril de 1915 Winnaretta Singer, conocida como la Princesse Edmond de Polignac, encargó a Stravinski una pieza que pudiera interpretar en su salón. Pagó al compositor 2.500 francos suizos. La obra se terminó en Morges (Suiza) en 1916, y el propio Stravinski hizo un plan escénico, intentando evitar cualquier parecido con las convenciones operísticas. Creó más bien una nueva forma de teatro en el que la danza acrobática se relaciona con el canto y la declamación comenta la acción musical. Sin embargo, la pieza nunca se estrenó en el salón de la princesa, y no se representó hasta el año 1922.
El estreno (en programa doble con Mavra) tuvo lugar el 18 de mayo, 1922 por los Ballets Rusos en el Théâtre de l’Opéra de París. Fue dirigido por Ernest Ansermet; la coreografía fue de Bronislava Nijinska y los decorados y vestuario de Mijaíl Larionov. Stravinski quedó satisfecho con el "acrobático Renard [de Nijinska], que coincidía con mis ideas... Renard era también una auténtica sátira rusa. Los animales saludaban como el Ejército Ruso (a Orwell le habría gustado esto), y había siempre un significado subyacente en sus movimientos."
En 1929 Diaghilev representó una reposición con los Ballets Rusos y coreografía de Michel Fokine. "Quedó arruinada sobre todo por algunos malabaristas que Diaghilev había tomado prestados de un circo" Stravinski lamentó el rechazo de Chagall de un encargo para hacer los decorados.

## Sinopsis
Esta es una historia moralizadora, un cuento de granja sobre el zorro Renard quien engaña al gallo, al gato y al carnero, pero al final lo cogen y lo castigan. El zorro engaña y captura al gallo dos veces, sólo para que sea rescatado cada vez por el gato y el carnero. Después del segundo rescate del gallo, el gato y el carnero estrangulan al zorro, y estos tres amigos cantan y bailan. También contiene una ligera ironía en relación con la religión y la iglesia – para volverse invulnerable el zorro usa el hábito negro de una monja (las monjas gozaban del privilegio de la inviolabilidad en Rusia).
Como pasó más tarde con sus Bodas (o, en ruso:Свадебка, 1914–17) Stravinski emplea aquí a los cantantes como parte de la orquesta, y las partes vocales no se identifican con personajes específicos.